# Stalingrad (film)
Stalingrad är en tysk krigsfilm från 1993 som är regisserad av Joseph Vilsmaier. Filmen skildrar Slaget om Stalingrad sett ur ett tyskt perspektiv.

## Handling
Filmen handlar om en pluton tyska pionjärer under andra världskriget och en ung tysk officer som blir dess nye chef. Förbandet, som i filmens inledning genomför återhämtning i Italien, har hög stridsmoral och omgrupperas till Ryssland. Ombord på tåget får man reda på att man skall till Stalingrad. Soldaterna är övertygade om att det inte kommer att bli några svårigheter att ta staden, men det visar sig snart att så inte blir fallet.

## Rollista
| Skådespelare       | Roll                     |
| ------------------ | ------------------------ |
| Thomas Kretschmann | Hans von Witzland        |
| Dominique Horwitz  | Fritz Reiser             |
| Jochen Nickel      | Manfred Rohleder 'Rollo' |
| Sebastian Rudolph  | Gege                     |
| Dana Vávrová       | Irina                    |
| Martin Benrath     | General Hentz            |
| Sylvester Groth    | Otto                     |
| Karel Hermánek     | Hauptmann Musk           |

## Om filmen
Filmen spelades in i ett flertal länder: bland annat i Italien, Tyskland och Ukraina. Filmen hade en budget på 20 miljoner D-mark, vilket gjorde den till den dittills dyraste tyska filmproduktionen någonsin. 
Filmen blev ett genombrott för skådespelaren Thomas Kretschmann.

## Kritik
Filmen väckte starka känslor i Tyskland på grund av ämnet den berör.
Filmen har också kritiserats av historiker och experter på andra världskriget ertersom den innehåller flera historiska fel, bland annat förekommer ett flertal vapen som antingen inte var uppfunna vid tiden då filmen utspelar sig, eller som inte användes på östfronten. I början av filmen syns flickor i bikini, ett badplagg som inte uppfanns förrän 1946. Det förekommer också sovjetiska stridsvagnar av modellen T-34/85, just denna modell började inte produceras förrän i februari 1944, alltså ett år efter slaget.  
Men filmen fick i allmänhet mycket god kritik och belönades med flera priser.